# 프리피야티 놀이공원
프리피야티 놀이공원(우크라이나어: Парк розваг, 러시아어: Парк развлечений)은 우크라이나 프리피야티의 놀이공원이었다. 1986년 5월 1일 노동절 행사에 맞춰 개장할 예정이었지만, 4월 26일 체르노빌 원자력 발전소 사고가 인근에서 발생하여 취소되었다. 몇 매체에서는 놀이공원이 4월 27일에 도시 대피 발표가 있기 전에 잠시 개장했다고 보도하였다.
이 놀이공원은 간이 시설인 탓에 대관람차와 범퍼카만 있다. 롤러코스터 같은 건 없다.